# Ranunculus thora
Ranunculus thora är en ranunkelväxtart som beskrevs av Carl von Linné. Ranunculus thora ingår i släktet ranunkler, och familjen ranunkelväxter. Inga underarter finns listade i Catalogue of Life.

## Bildgalleri

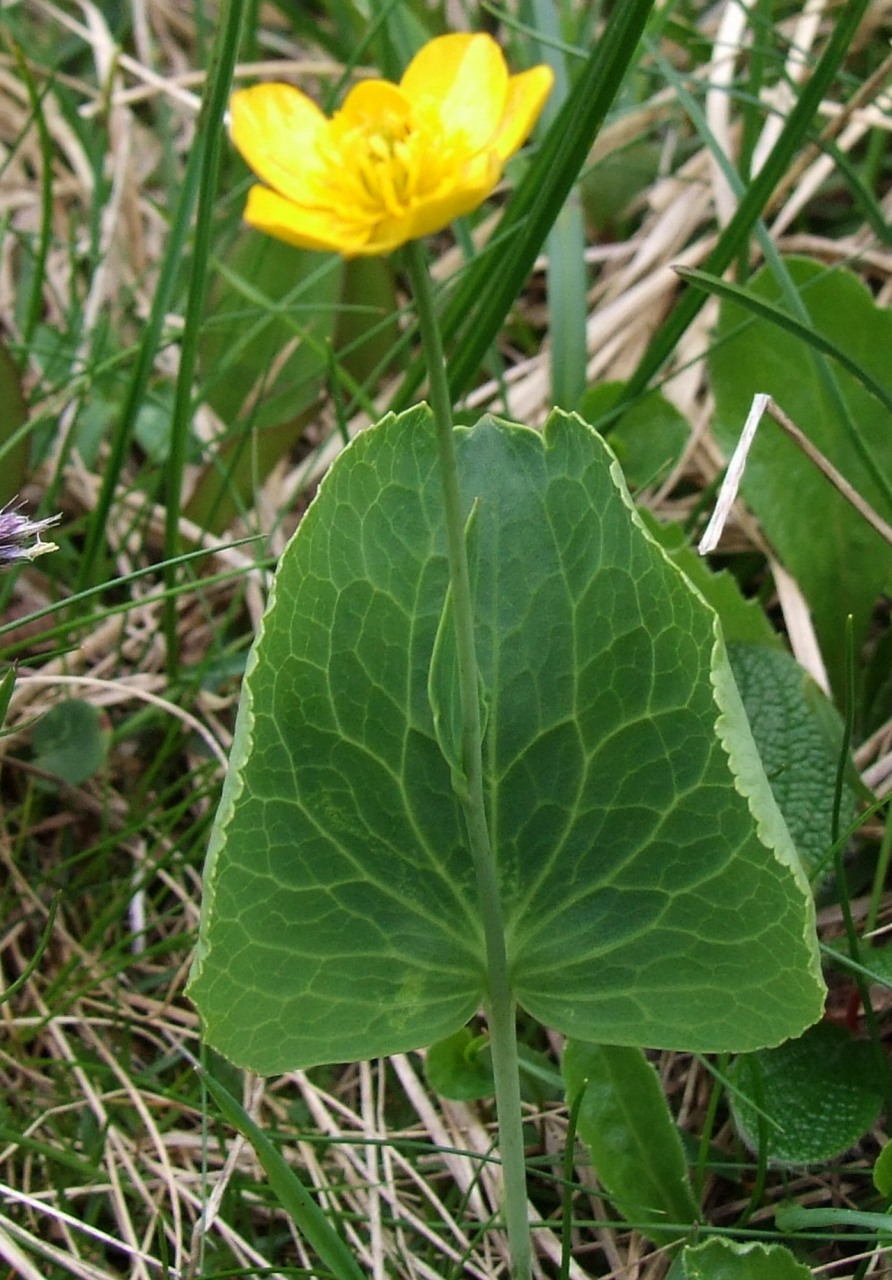
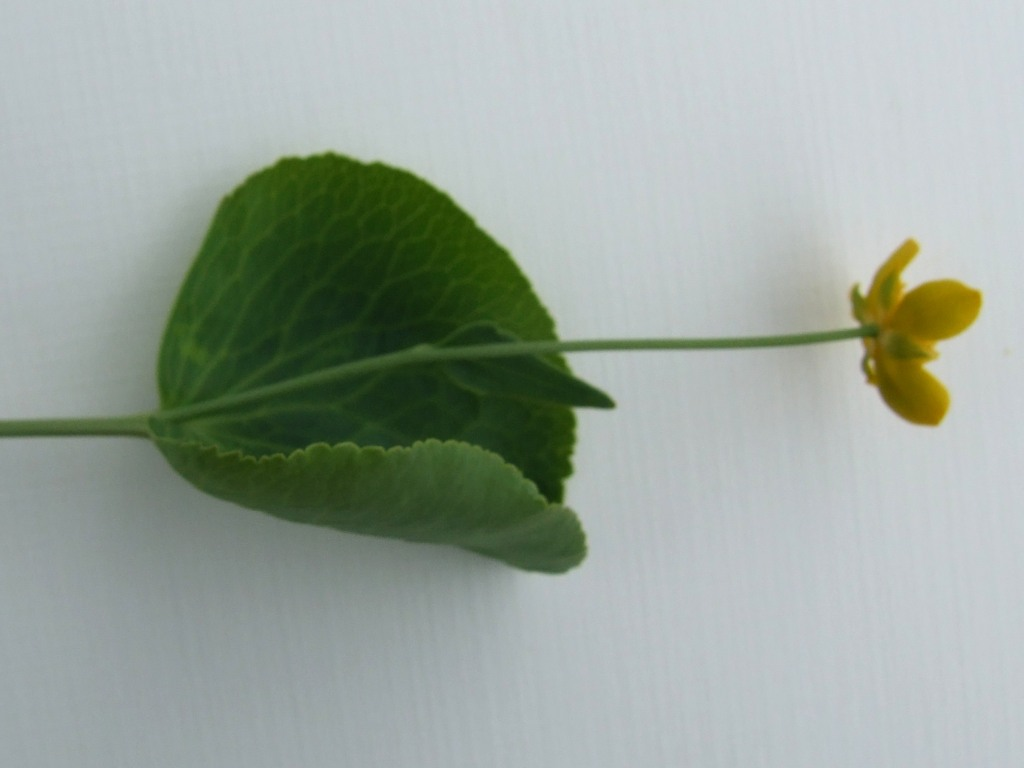
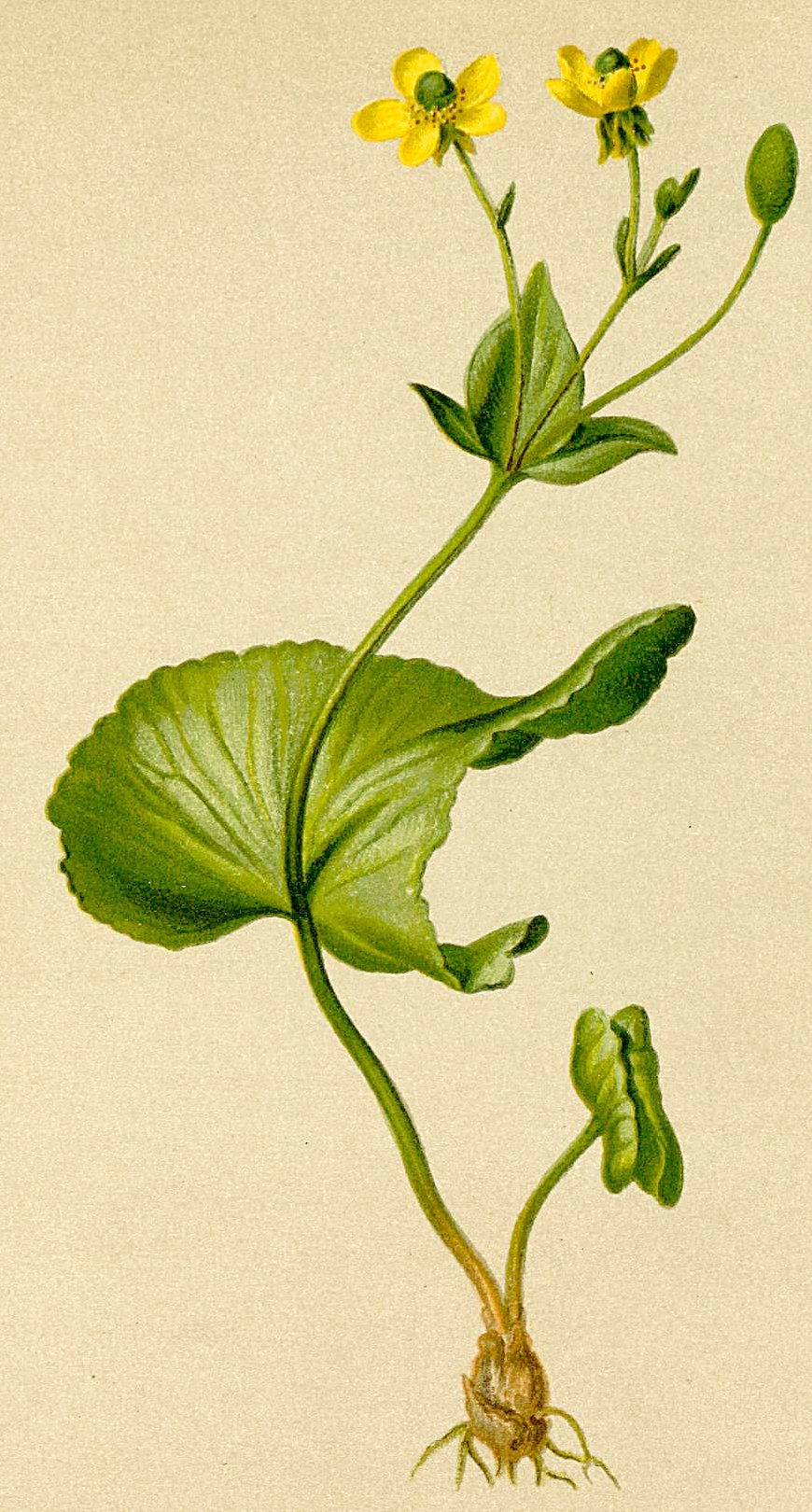
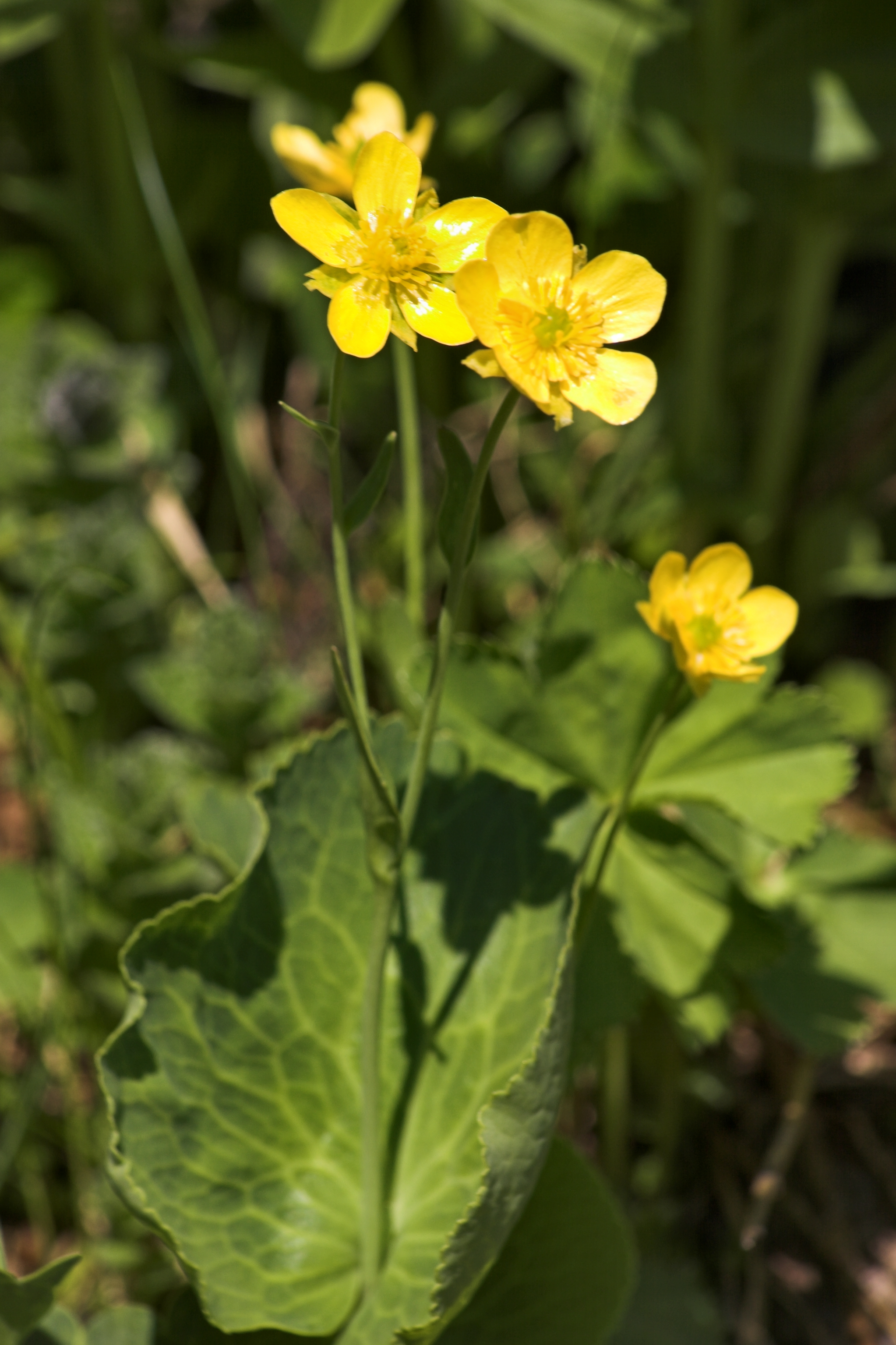